# Факультативний протокол до Конвенції про права дитини щодо торгівлі дітьми, дитячої проституції і дитячої порнографії
Факультати́вний протоко́л до Конве́нції про права́ дити́ни що́до торгі́влі ді́тьми, дитя́чої проститу́ції і дитя́чої порногра́фії — юридично обов'язкова для держав-учасниць міжнародна угода, яка відповідно до Конвенції про права дитини вимагає від держав-учасниць заборонити торгівлю дітьми, дитячу проституцію та дитячу порнографію.